# التس امت لیمفورد
التس امت لیمفورد (به آلمانی: Altes Amt Lemförde) یک منطقهٔ مسکونی در آلمان است که در نیدرزاکسن واقع شده‌است.

## خصوصیات
التس امت لیمفورد ۱۰۹٫۶۲ کیلومترمربع مساحت دارد ۴۱ متر بالاتر از سطح دریا واقع شده‌است.